# Christoph Martin Wieland
Christoph Martin Wieland (Oberholzheim, Baden-Württemberg, 5 de setembre de 1733 - Weimar, Turíngia, 20 de gener de 1813) fou un poeta alemany.

## Joventut
Va rebre una excel·lent educació del seu pare, el qual l'any 1736 havia estat traslladat de capellà a Biberach, i també de l'escola d'aquella població. Encara no tenia catorze anys quan fou enviat a l'escola de Klosterberg, prop de Magdeburg, on el jove Christoph, ja educat en la pietat i de si molt aficionat a la lectura, s'omplí molt aviat de l'esperit que allà dominava i s'entregà en absolut als escrits de Klopstock, concebent una entusiasta admiració vers aquest.
Després de romandre un any (des de la Pasqua de 1749) a casa d'un parent d'Erfurt, passà l'estiu de 1750 amb la seva família, on es trobà amb la seva parenta Sophia Gutèrmann –després von La Roche–, i la mística simpatia que aquesta li inspirà contribuí en gran manera a desenvolupar de seguida el seu enginy poètic. A Sophia von La Roche degué, doncs, l'impuls necessari per a compondre el primer poema que donà a la premsa: Die Natur der Dinge, Ein Lehrgedicht in sechs Buchern (que va aparèixer com a anònim el 1752).

## Universitat
La tardor de 1750 començà a freqüentar la Universitat de Tubinga, amb la intenció de cursar Lleis, tot i que descuidà força els estudis, per atraure per una banda la nova literatura de l'època i per l'altra la seva pròpia producció poètica. El poema èpic Hermann, del qual n'elaborà cinc càntics (ed. Muncker, Heilbronn, 1886) i els envià a Bodmer, donà origen a una intima correspondència amb aquest escriptor. Les altres poesies de principiant –Zwölf moralische Briefe in Versen (Heilbronn, 1752); Anti-Ovid (Amsterdam, 1752) i d'altres– rebel·laren a l'apassionat i exclusivista seguidor de Klopstock, tendint a una poesia específica seràficament cristiana.
L'estiu de 1752 acceptà una invitació de Bodmer i es traslladà a Zúric. Acollit amb sincera cordialitat, passà amb Bodmer una temporada confidencial i d'intima expansió, que Wieland agraí amb una dissertació sobre els afalacs, en el seu poema Noah i amb la nova edició dels Züricherische Streitschriften, tendència amb què va compondre el poema èpic en tres cants Der geprüfte Abraham (Zuric, 1753). Encoratjat pel tracte amb Breitinger, Hirzel, Guessner, Füssli, Hess i d'altres, va escriure Wieland a Zuric, per aquella època, les seves cartes Briefe von Vestorvenen au hinterlassene Freunde (Zuric, 1763).
La inesperada notícia del casament de Sophia i una estada bastant llarga en la casa de Élisabeth Grebel de Zuric, en què es respirava una atmosfera saturada de pietisme, foren la causa que el seu esperit s'inclinés encara més envers la devoció interior. En el seu escrit Empfindungen eines Christen (Zuric, 1757) emprà per última vegada l'estil que havia usat des de Klosterberger, i s'expressà amb especial violència contra els poetes eròtics, particularment contra Huz; però no trigà a operar-se en Wieland un canvi complet i una separació dels camins indicats, sobretot per la influència que en el seu ànim exerciren Llucià, Horaci, Cervantes, Shaftesbury, d'Alembert, Voltaire i altres.

## Època de Berna

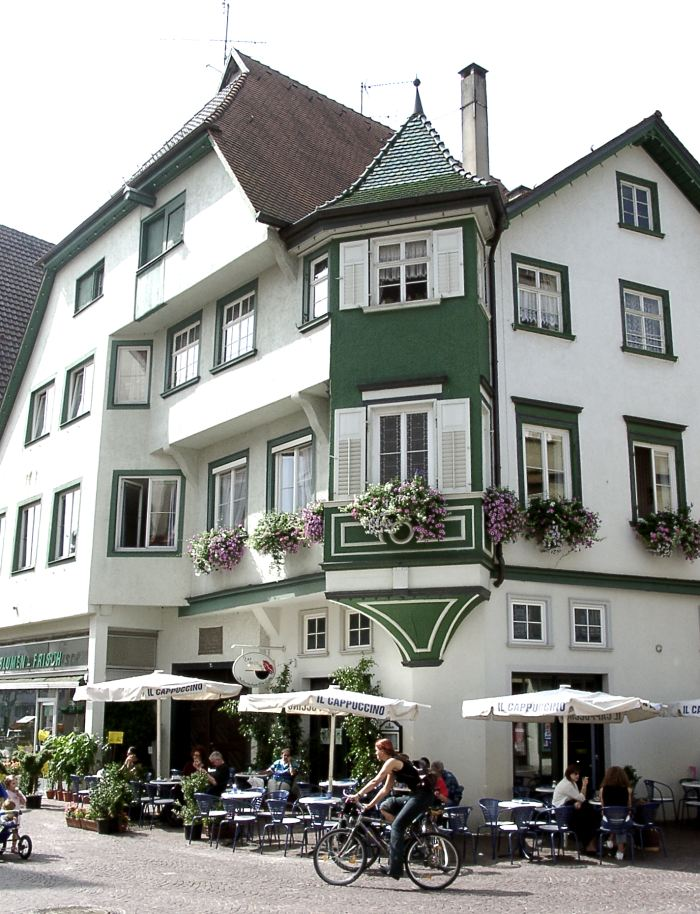
Llar de la família Wieland a Biberach

Ja en la seva tragèdia Lady Johanna Gray (Zuric, 1758), calcada sobre una altra d'anglesa de Rowe, pogué apreciar Lessing que Wieland 
| « | <havia abandonat les celestes esferes i humanitzant-se a tractar amb els fills dels homes.> | » |

El mateix any aparegué el fragment èpic Cyrus (Zuric, 1759), que li inspiraren les gestes de Frederic el Gran, i després a Berna (on el 1759 acceptà una plaça de professor particular) la tragèdia Clementina von Porretta (basada en la novel·la Grandison, de Richardson, i l'episodi dialogat de la Ciropèdia de Xenofont; Araspes und Panthea; poesies que, com el mateix Wieland digué més tard, anuncien o rebel·len 
| « | <la reposició de la seva ànima en la seva situació natural.> | » |

A Berna el poeta Wieland entaulà relacions molt fluides amb Bondeli, l'amiga de Rousseau. Tornat a Biberach el 1760, aconseguí un càrrec oficial en la seva població natal, i aquesta forma de vida més senzilla i assossegada representà per a ell un descans i un alleujament econòmic, sobretot en trobar en el palau del comte Stadion (el qual s'havia retirat a Warthausen, prop de Biberach) un lloc freqüentat per una societat de tracte distingit i animada de sa optimisme, i sobretot una biblioteca excel·lent. A Warthausen retornà a les seves relacions amb l'antiga amiga Sophia von La Roche, que vivia amb el seu marit a Stadion. El tracte amb aquestes personalitats i d'altres que freqüentaven aquell cercle de societat acabà d'operar la transformació de Wieland en un home de món. Llavors començà per a ell aquella etapa d'activitat literària en què se cimentà la seva fama i es feu un lloc important en la literatura nacional alemanya.
Vers l'any 761 començà la seva novel·la Agathon (Frankfurt, 1766-67) i el 1764 coronà el seu escrit Don Silvio von Rosalva, oder der Sieg der Natur über die Schwärmerei. Junt amb això, Wieland s'entregà totalment a l'estudi de Shakespeare i feu representar per una companyia d'aficionats alguns dels seus drames a Biberach, en una època en què a Alemanya no s'havien posat encara en escena. Wieland també fou el primer a publicar en llengua alemanya una col·lecció dels drames shakesperians (22 peces, Zuric, 1762-66).
Amb les dues novel·les mencionades i les poesies Mausarion, oder die Philosophie der Grazien (Leipzig, 1768) i Idris und Zenide (Leipzig, 1768); Combabus (Leipzig, 1770); Die Grazien (Leipzig, 1770) i Der neue Amadis (Leipzig, 1771) Wieland continuà pel camí començat a anuncià una filosofia del sentiment entusiasta, de l'alegria mundana, de la lleugera amenitat, tendències, totes, diametralment oposades a la manera d'esser de la seva joventut. Mentrestant Wieland, que des de 1765 estava casat amb una aubsburguesa, havia acceptat un oferiment, que per mitjà de Riedel se li havia fet, d'una càtedra en la Universitat d'Erfurt. La seva labor docent, que començà i continuà amb gran alè i assiduïtat, no posà cap parèntesi a la seva producció poètica. a Erfurt va compondre, a més d'alguns ja mencionats treballs, el drama líric Aurora, els Dialoge des Diogenes i la novel·la instructiva Der goldene Spiegel oder die Könoge von Scheschian (Leipzig, 1772), que li aplanà el camí per a Weimar.

## Crida a Weimar
El 1772 el cridà la duquessa Anna Amàlia de Brunsvic-Wolfenbüttel a Weimar perquè s'encarregués de l'educació literària dels seus dos fills. Allà Weiland entrà a formar part del cercle intel·lectual més important d'Alemanya de finals del segle xviii, trobant-se ja en arribar amb personalitats de la talla de Musäus, Knebel, Einsiedel, Bertuch i altres, i en poc de temps assolí la seva suprema consagració per mitjà de Goethe i Herder àulic, gaudia d'uns honoraris de 1.000 talers, que se li confirmarem en forma de pensió en pujar al tron Carles August. En la seva nova situació d'alleujament i d'afalagadora perspectiva desplegà una activitat poètica i, en general, literària, vessant de frescor i cada vegada més plàcida i amena.

## Triomfs sobirans

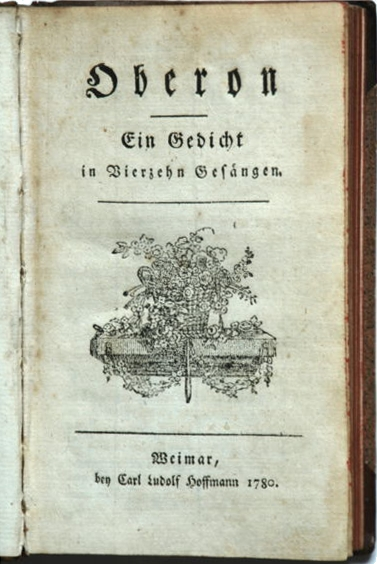
Portada d'Oberon editada a Weimar

Amb els drames lírics Die Wahl des Herkules i Alceste (1773) el seu geni aconseguí un triomf sobirà. En la revista Der Teutsche Merkur, que dirigí des del 1773 fins al 1779, donava al públic els seus treballs poètics i junt amb aquests inseria articles d'una vasta i ponderada labor crítica. La sèrie dels que Wieland publicà en el Merkur amb el títol de Briefe über Alceste (setembre de 1773) feriren en Goethe i en Herder, provocant la sàtira que publicà el primer d'aquests, titulada Götter, Helden und Wieland (1774), atac al qual respongué Wieland amb la serena mansuetud i digna actitud que invariablement formaren el seu caràcter en la segona meitat de la seva vida.
En traslladar-se poc temps després Goethe a Weimar, s'entaulà entre ell i Weiseland una relació d'amistat i companyonia tan sòlida i duradora, que mai va desmerèixer, i a aquesta erigí el cantor de Faust un immortal monument en el bell elogi que va compondre de Wieland després de cloure aquest els seus ulls a la llum de la vida. Goethe també exercí una gran influència en els treballs de Wieland durant la tercera etapa de la seva producció literària, en les obres del qual es troben concentrades, per dir-ho així, les excelses qualitats del poeta, al pas que si observa en aquestes superada fins a cert punt la seva tendència a la fatigant prolixitat i al sensualisme.

## Weimar
En els seus primers decennis de residència a Weimar, Weiland va compondre:
- Geschichte der Abderiten (Leipzig, 1781)
- Oberon, poema èpic romàntic i vessant de colorit i la seva obre mestra (Weimar, 1781)
- Das Wintermärchen, narració poètica.
- Geron der Adelige, narració poètica.
- Schach Lolo, narració poètica.
- Pervonte, narració poètica. etc.col·leccionades en les seves Auserlesene Gedichte (Jena, 1784-87.

A aquests treballs si afegiren les excel·lents refoses de les Sàtires d'Horaci (Leipzig, 1786) i de les Obres completes de Llucià (Leipzig, 1788-89) i un gran nombre de petits escrits. Una edició completa dels seus escrits publicats fins al 1802 (1794-1802, en 36 volums i sis toms de suplements), que Göschen feu a Leipzig, posà en Wieland en condicions d'adquirir la finca Osmannstedt, prop de Weimar. Allà va viure el poeta des del 1798, envoltat d'una nombrosa família (la seva esposa li havia donat 14 fills en l'espai de vint anys), fins que la pèrdua de la seva companya el 1801 l'induí a vendre la finca i traslladar-se de bell nou a Weimar el 1803, on formà part del cercle d'intel·lectuals de la duquessa Anna Amàlia, fins a la mort d'aquesta el 10 d'abril de 1807.

## Enfortint-se amb la cultura alemanya
La revista Attisches Museum (que ell només publicà des del 1796 fins al 1801) i el Neue Attische Museum (que publicà en col·laboració amb Hottinger i F. Jacobs (1802 a 1810) serviren per familiaritzar al poble alemany amb els mestres de la poesia, filosofia i eloqüència grega. Wieland conservà fins a l'ancianitat el vigor del seu esperit i la gran claredat de la seva intel·ligència: dels últims anys de la seva vida data una bella traducció de les Epístoles de Ciceró (Zuric, 1808-21).
El 1808 Napoleó el tractà amb gran distinció i l'aprecià molt. Les seves restes descansen (segons havia estat el seu desig en vida) a Osmannstedt, en una mateixa tomba junt amb la seva esposa i de Sophia Brentano, neta de la seva amiga de joventut Laroche. El 1907 s'instal·là el museu que porta el nom del poeta, en la Wielands Gartenhaus de Biberach. Wieland en tornar, en el segon període de la seva carrera poètica, al caràcter simbòlic de la literatura francesa i en secundar la seva ambició s'atreu-re vers la literatura alemanya, comunicant-li la graciosa lleugeresa i la viva amenitat de la francesa, a les classes aristocràtiques, fins aleshores completament indiferents a la bellesa literària, prestà a la literatura alemanya un servei que, encara que gran i decisiu, fou també quelcom perillós.

## Enfundin el seu esperit
Així, va infondre a les produccions de l'etapa mitjana de la seva vida d'escriptor bona part de la frivolitat, sensualitat i superficialitat d'aquella literatura model; malgrat tot, s'ha de reconèixer, que va saber combinar a meravella aquestes propietats amb aquell gust sa i vigorós i aquell suc indestructible del seu temperament, que el mateix Schiller, en una carta a Christian Gottfried Körner, qualificà malgrat tot, de caràcter alemany típic i genuí. L'extraordinària capacitat d'evolució del seu gran talent, l'empenta que la seva facultat poètica prengué ja en la segona meitat de la vida de Wieland hagueren de desconcertar als que (segons era moda en els cercles dels romàntics) parlaven sempre del gran poeta com d'una intel·ligència privilegiada, però sense personalitat poètica ni valor positiu.
L'efecte ulterior que produí Wieland en la literatura alemanya fou comunicar-li plenitud de gràcia i amenitat, mobilitat i adaptabilitat per tots els gèneres d'exposició, fins aleshores desconegut. Les Obres completes de Wieland les edità la casa Göschen (Leipzig, 1818-28, en 53 volums; 2a edició en 36 volums 1839-40), com també Hempel (Berlín, 1879).

## Obres

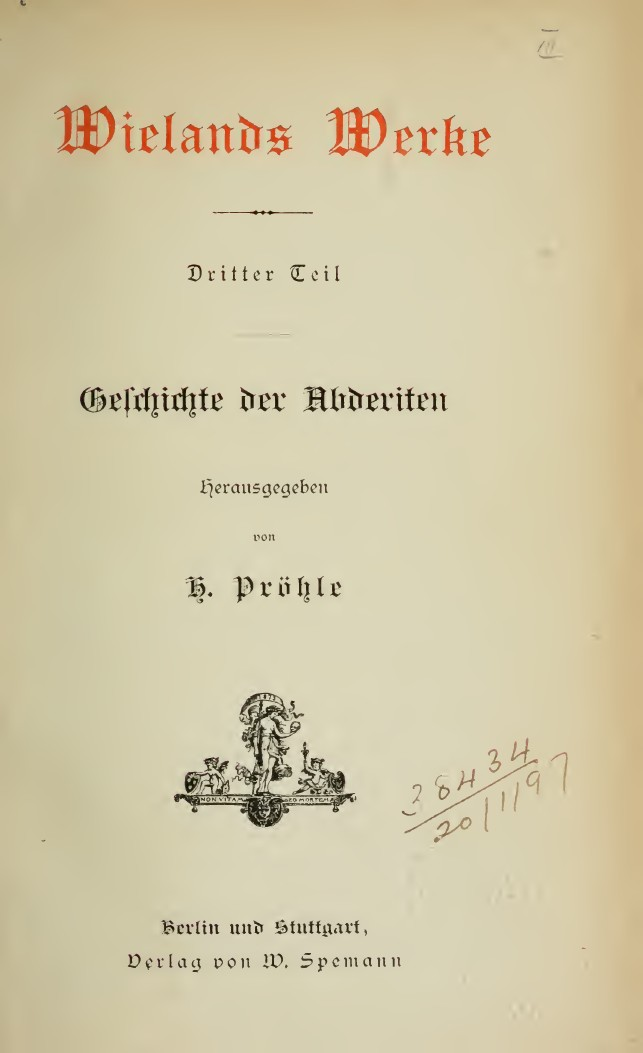
Geschichte der Abderiten (1887)

- Kurz (Ausgewahlte Werke, Hildburghausen, 1870)
- G. Klee (Leipzig, 1900)
- W. Bölsche (Leipzig, 1900)
- H. Pröhle, a Deutsche Nationalliteratur Stuttgart, 1887)
- Muncker, a Bibliothek der Weltliteratur (1889)

Edició de cartes
- Ausgewählte Briefe an verschiedene Freunde (Zuric, 1815-16)
- Auswahl denkwürdiger Briefe (Viena, 1815)
- Briefe au Sophie von La Roche (Berlín, 1820)
- Briefe an Merch (Darmstadt, 1835)
- Neue Breife, vornehmlich an Sophie von La Roche (Stuttgart, 1893)